# 巫木乡
巫木乡，是中华人民共和国四川省凉山彝族自治州盐源县曾经下辖的一个乡。2020年6月，撤销巫木乡，将原巫木乡所属行政区域划归黄草镇管辖。

## 行政区划
巫木乡撤销前下辖以下地区：
冬瓜林村、花龙村、杨家坪村、大拉箩村、耳如村和巫木河村。